# Eddie Shannon
Eddie Shannon (29. siječnja 1977.) je bivši američki profesionalni košarkaš. Igrao je na poziciji razigravača. 

## Vanjske poveznice
- Profil na NLB.com